# Kamil Gradek
Kamil Gradek (Koziegłowy, 17 settembre 1990) è un ciclista su strada polacco che corre per il team Bahrain Victorious; è professionista dal 2013.

## Palmarès
- 2011 (Juniores, una vittoria)

Campionati polacchi, Cronometro Under-23
- 2012 (Juniores)

Campionati polacchi, Cronometro Under-23
- 2014 (BDC Marcpol, quattro vittorie)

Memoriał Andrzeja Trochanowskiego
2ª tappa Wyścig Solidarności i Olimpijczyków (Zduńska Wola > Sieradz)
3ª tappa Tour of China (Guangwu Mountain > Nanjiang)
Classifica generale Tour of China
- 2017 (ONE Pro Cycling, una vittoria)

Classifica generale Ronde van Midden-Nederland
- 2020 (CCC Team)

Campionati polacchi, Cronometro Elite

### Altri successi
- 2017 (ONE Pro Cycling)

1ª tappa Ronde van Midden-Nederland (Doorn > Doorn, cronosquadre)
- 2018 (CCC Polkowice)

3ª tappa Sibiu Cycling Tour (Cisnădie > Sibiu, cronosquadre)

## Piazzamenti

### Grandi Giri
- Giro d'Italia

2019: 129º
2020: 104º
- Tour de France

2022: 117º
2025: 155º
- Vuelta a España

2023: 130º
2024: 133º

### Classiche monumento
- Milano-Sanremo

2025: 123º
- Giro delle Fiandre

2019: ritirato
2023: ritirato
2024: ritirato
2025: 99º
- Parigi-Roubaix

2019: ritirato
2023: ritirato
2024: ritirato
2025: ritirato

### Competizioni mondiali
- Campionati del mondo su strada

Copenaghen 2011 - Cronometro Under-23: 44º
Copenaghen 2011 - In linea Under-23: 73º
Toscana 2013 - Cronosquadre: 31º
Ponferrada 2014 - Cronosquadre: 28º
Innsbruck 2018 - Cronosquadre: 9º
Yorkshire 2019 - Cronometro Elite: 23º
Imola 2020 - Cronometro Elite: 20º
- Campionati del mondo di ciclocross

Treviso 2008 - Juniores: 50º

### Competizioni europee
- Campionati europei

Verbania 2008 - In linea Juniores: 24º
Goes 2012 - Cronometro Under-23: 31º
Goes 2012 - In linea Under-23: 36º
Herning 2017 - In linea Elite: 62º
Alkmaar 2019 - In linea Elite: ritirato
Limburgo 2024 - In linea Elite: 68º
- Giochi europei

Baku 2015 - In linea Elite: ritirato
Baku 2015 - Cronometro Elite: 10º